# 武装錬金の登場人物
武装錬金の登場人物（ぶそうれんきんのとうじょうじんぶつ）は、和月伸宏（ストーリー協力 - 黒崎薫）による漫画作品およびそれを原作としたアニメ『武装錬金』に登場する架空の人物の一覧。
声優はアニメ、ドラマCD共通。
一部の登場人物は、姓名が作中で一貫してカナで記載される。

## 主要人物
武藤 カズキ（むとう カズキ）
声 - 福山潤
本作の主人公。錬金戦団の戦士。17歳。銀成学園高校の2年生（学級委員）の少年。
津村 斗貴子（つむら トキコ）
声 - 柚木涼香
本作のヒロイン。錬金戦団の戦士。18歳。銀成学園高校の2年生の少女。
蝶野 攻爵（ちょうの こうしゃく）→パピヨン
声 - 真殿光昭
カズキのライバル的存在。20歳。銀成学園高校3年C組の男子生徒。「蝶々覆面の創造主」→LXEの人型ホムンクルス（後に離反）。
1983年6月26日生まれ。身長180cm、体重64kg。一人称は「俺」。
入学試験での成績は五教科500点満点で、IQテストは230を記録する天才。利己的な性格で、生き残るためならば他人の命を利用することを厭わない。
カズキを何かと「偽善者」呼ばわりするが、人間時代の自分に真摯に“人間・蝶野攻爵”として生を全うするよう訴え続けたカズキを特別視しており、敵味方の因縁を超えた奇妙な縁で結ばれている。それゆえにカズキへの侮辱は許さず、ホムンクルス化して以降は彼以外から“蝶野攻爵”の名で呼ばれることも認めない。カズキがヴィクター化した際には激怒、決戦時に彼が消息不明になっても、唯一その生存を信じ続けた。
蝶に過剰な執着心と憧れを持ち、病気である自身を芋虫に例え、病気を克服することで蝶のように羽化することを目指した。その象徴として人間時にはホムンクルスの創造主として活動する際、ホムンクルス化して以降は常に蝶を模ったマスクを身に付けている（「蝶人・パピヨン」としてのアイデンティティの根幹であり、これがなくなると精神的に非常に不安定になる）他、再生後はバタフライに貰った全身タイツ型のスーツを常時着用している（水着は変態仮面のようなVラインで股間に蝶ののワンポイント）。なお、これらのファッションは基本的に一般人から引かれているが、カズキには「マスクだけならオシャレ」と好評、戦部には「エレガント」と評された他、ニュートンアップル女学院では「蝶々の妖精」として人気だった。
徐々に免疫機能が低下する原因不明の難病を患い、寄宿舎で引きこもり生活を余儀なくされ、2年留年をしている。周囲からも見限られた自らを「限りなく透明な存在」と考えていた。高祖父（爆爵）の残した研究ノートからホムンクルスの存在を知り、自ら人間型ホムンクルスになり命を永らえようと、製造と人体実験を繰り返しながら製造技術を高めていた。後にカズキと斗貴子にその存在を暴かれ、さらに兄に恨みを持つ弟・次郎によって幼生体の製造装置を破壊されたが、蝶野の生きたいと願う意志に呼応した幼生体により、不治の病を残した不完全な形ながら人型ホムンクルスと化した。
ホムンクルス化してからは極めてハイテンションな性格になり、“蝶野攻爵”の名を捨て「超人（蝶人）・パピヨン」を名乗る。ホムンクルス化した後カズキと戦うが敗北し、瀕死のところを高祖父・爆爵（バタフライ）に保護され生存、LXEに加わる。バタフライにはホムンクルスの研究ノートの件もあって感謝しており、彼から貰ったスーツも常に着用するほど気に入っていたが、保護される立場が気に入らず離反した。当所は自分を受け入れなかった世界を恨み破壊しようと考え、ヴィクターの存在を知った後は一時ヴィクター化を目指すが、それでもあくまでカズキとの決着を最優先して行動。結局、パピヨンとして世界で暮らす内にその気は無くなったようである。
前述の通り不完全なホムンクルスであるため、ホムンクルスの特徴かつ弱点である章印がない（一度バルキリースカートで左胸を刺されたが死ななかった）。そして人間や人間社会に対して全く関心、未練を持っていないがゆえに食人衝動は一切なく、ホムンクルスとは全く別の存在とも言われ、ヴィクトリアは彼を「超人」に喩えた。感嘆を現す際に「蝶・サイコー」というフレーズを多用。自身の力で新たな生を掴んだことから「選択肢は自分で造り出すもの」というモットーを持っており、「ピリオド」ではアレクとバタフライの研究データをもとに開発したデバイスで「二度と作れない」とされた白い核鉄の超短期精製を成功させている。
カズキとの決戦後は銀成市の蝶人パピヨンとして神出鬼没に活動し、都市伝説的な存在と化している（銀成市の人々にとっては「友達感覚」）。
LXE所属時の「背中に人生を」のポーズは腰を横に突き出しつつ頭の上で両腕を交差させる形。
パピヨンを演じた真殿光昭からはヒロイン扱いされている。アニメ版の監督加戸誉夫は、第24話収録時に斗貴子とパピヨンを「本妻と愛人」と言っていた。人気投票での順位は3位。
ニアデスハピネス/黒色火薬（ブラックパウダー）/LXI (61) /アナザータイプXX (20)
特性は黒色火薬を自在に操作・爆発させることができるというもの。遠隔操作の限界範囲は半径約50m。遠隔爆破は創造者の有視界内のみに限定されている。また、火薬の一部を燃焼し続けることによって飛行できるため、パピヨンは度々蝶の羽根のように背中あるいは足に火薬を集合させ飛行している。パピヨンの好みにより黒色火薬の形状は全て蝶型となっているが、形状による性能の差異は無い。火薬そのものが本体で、一度使い果たすと火薬補充に丸3日かかる。アナザータイプは前の核鉄の持ち主（火渡）の特徴を受け継ぎ、全体が赤みを帯び噴射部分が炎を発するようになった。非常に硬度の高いサンライトハート改を粉々にできるほどの破壊力を持つ。
名前の意味は「臨死の恍惚(near death happiness)」。由来は大槻ケンヂの小説に登場する架空の病名から。雑誌初出時には「ニアデスパピネス」と誤植されていた。読者からはこの誤記の評判がよかったため、和月は一時こちらに修正しようかとも考えていた。

## 錬金戦団
キャプテンブラボー
声 - 江原正士
錬金戦団の戦士長のひとりで「照星部隊」の元メンバーの男性。カズキの師。表向きは銀成学園寄宿舎の管理人。本名は「防人 衛（サキモリ マモル）」。
1975年10月10日生まれ。年齢28歳、身長185cm、体重75kg。一人称は「俺」。
パピヨンとの戦いを終えたカズキを錬金戦団にスカウトし、鍛え上げた。厳しくも優しく、正義感に溢れた性格で、カズキたちからの尊敬は厚い。サーフィンが得意で、寄宿舎の管理人の仕事もそつなくこなすなど器用な人物。戦士として活動する際は例外なくシルバースキンを纏っている。これは照星部隊時代からの習慣であるが、斗貴子などの若い世代の戦士はこの格好を「伊達や酔狂のファッション」だと思っており、武装錬金だとは金城戦まで知らなかった。
超人的な格闘能力を持ち、徒手空拳でホムンクルスを薙ぎ倒す。"流星・ブラボー脚"を初めとする13のブラボー技（アーツ）を持っているという。劇中披露されたのは跳躍後の落下の勢いで踏み潰す“流星・ブラボー脚”、不意打ち気味に正拳を繰り出す“直撃・ブラボー拳”、海をも割る手刀“両断・ブラボチョップ”、怒涛の勢いで連打を繰り出す“粉砕・ブラボラッシュ”、対象を解析する“心眼・ブラボーアイ”、最強技の“一・撃・必・殺・ブラボー正拳”。海水浴では一瞬だけ他者を魅了する“悩殺・ブラボキッス”なる変わり種も披露している。
カズキがヴィクター化した後はカズキの再殺を任務として敵対するが、その裏では任務遂行後、自らの命を絶ってカズキを殺した罪を償おうと考えていた。カズキとの交戦を通して彼の姿に希望を見出すが、火渡の攻撃からカズキ一行を庇って重傷を負い、それ以降戦士としては前線を退く（『//』ではある程度以前の身体能力を取り戻したと思われる描写がある）。その後は錬金戦団に所属しつつ、寄宿舎の管理人としても働き続けている。
パピヨンとはウマが合い、共にロッテリやに乱入し、以来常連客となっている。『アフター』では友人に近い関係になっている。
7年前の「赤銅島事件」を機に、自分を戒めるため「防人衛」の名を捨て、「キャプテンブラボー」を名乗るようになる（ただし照星部隊に属していた照星・火渡・千歳からは本名で呼ばれる）。
4巻でノリで披露した「背中に人生を」のポーズはウルトラマンのポーズ。
小説版『//』では、7年前は努力を重んじ、「世界を救う」という理想に燃えていた青年で、千歳とは戦団内の施設で初めて会ったらしいが、この頃は女性にあまり慣れていなかった。また、津村家に使用人として潜入するが、仕事の合間にたびたび調査に出ていたため、G3ズと斗貴子に「ブラ坊」とあだ名をつけられる。防人が初めてブラボーの語を使ったのは千歳のビキニ姿を見た時。襲撃事件後は自分の救える範囲の人間を確実に救うキャプテンとなることを目標とする。自身の恋愛に関しては奥手気味で、『/Z』では千歳とは相思相愛であるものの、未だにその先に踏み出せずにいる。人気投票での順位は4位。
シルバースキン/防護服（メタルジャケット）/C (100) /アナザータイプLII (52)
特性は外部からのあらゆる攻撃の遮断。テンガロンハット風の帽子・長手袋・襟の長いコート・スラックス・ブーツと、全身をくまなく覆う武装錬金で、そのデザインは創造者の趣味による。防御能力に優れ、外部からの攻撃に対して瞬時に硬化し防御し、ABC兵器などにも効力を発揮する（作中ではヴィクター化したカズキのエネルギードレインを防いでいる他、『ピリオド』では宇宙服の代わりにもなった）。攻撃的な特性は一切ないが、全身を覆っているため、これを身に着けての格闘はホムンクルスへの致命傷になりうる。
また、裏返して相手に着せると拘束服（ストレイト・ジャケット）になる（シルバースキン・リバース）。着せた相手の外部へのあらゆる攻撃を遮断する上、そのまま内圧を強めて対象を圧殺する（ストレイトジャケット・プレス）ことも可能。
元は六角形の微細な構造体の集合であり、他人に着せるために射出する時や、防御力（リバース時は拘束力）を上回る攻撃を加えた時はチップ状に分解される（ただし瞬時に再生するため、攻撃を貫通させるのは非常に困難）。射出したチップは再構成させ、ある程度自由に形を変えられるが、精密操作は出来ない。アニメや『//』では、網状に変化させてホムンクルスを捕獲した（ストレイト・ネット）。また『ピリオド』では紐状に構成し、カズキとヴィクターの救出に一役買った。アニメ版ではブラボーが意識を失っているにもかかわらず、二つの核鉄両方が勝手に発動し、カズキと火渡を仲裁した。
ヴィクターの事件終結後のブラボーは、このシルバースキンを模してオーダーメイドしたコートを着用している（「カッコいいから」との理由）。
デザインの元ネタは映画『ジェヴォーダンの獣』に登場した防疫コート。アナザータイプは海賊の船長のような衣装である。
中村 剛太（ナカムラ ゴウタ）
声 - 川田紳司
錬金戦団の戦士。斗貴子の後輩の少年。
1986年4月19日生まれ。17歳。身長175cm、体重63kg。一人称は「俺」。
アロハシャツがトレードマーク。赤ん坊の頃に両親をホムンクルスに殺され、以後錬金戦団の養護施設で育つ（そのため、家族や襲ったホムンクルスのことについては何一つ覚えていない）。
過去に自分を精神的にプラスの方向へ導いてくれた先輩（斗貴子）が好きな「斗貴子至上主義者」。斗貴子を反逆者として始末しようとする火渡と対立し、カズキと共に逃亡する斗貴子を守るべく戦団を敵に回し仲間に加わる。しかし当の斗貴子には単に仲間として扱われている。周りに対しては排他的な態度を取っており、カズキのことも嫉妬とリアリストな性格ゆえに毛嫌いして斗貴子も反逆者扱いされていたことについて彼が元凶だと恨んでいた。しかし、行動を共にするうちにカズキのことを戦友、そして恋敵と認めていく。
武装錬金の破壊力のなさを創意工夫と戦略でフォローする戦闘スタイルを取り、思考と状況が上手くハマるとかなり強い。
カズキの帰還と共に笑顔を取り戻した斗貴子を見て、三角関係から身を引いた。一度は錬金戦団に残るためにカズキに別れを告げるが、『アフター』にて数か月後に銀成学園に転入し、カズキ一行と再会した。その後は排他的な態度をやめ、男として一皮むけた魅力が現れはじめており、若宮千里から想いを寄せられている。
初登場ではキャラクターが固まっていなかった（アニメでは多少修正されて初登場時から敬語を使用）。人気投票での順位は7位。
モーターギア/戦輪（チャクラム）/LV (55) /アナザータイプXXIII (23)
2つで1セットのチャクラム。特性は生体電流をチャージし、速度・角度・回転数を事前にインプットしての射出。攻撃力は全武装錬金中でも最低クラス（人間を殺傷するには十分な攻撃力をもっている）だが、創造主の使用法一つで戦術の幅は大きく広がる。またチャクラムを装着することも出来、両拳に装着することでの「ナックルダスターモード（打撃強化）」、足首に装着することでの「スカイウォーカーモード（機動力強化）」、足裏に装着することでの「マリンダイバーモード（泳航力強化）」などに応用することが出来る。装着状態から射出して不意を突く、などというトリッキーな使い方も可能。
番外編『アフター アフター』ではアナザータイプが登場しているが、元の核鉄の所有者が早坂秋水だったことから、オリジナルよりも歯車が鋭利なデザインになっている。
坂口 照星（サカグチ ショウセイ）
声 - 速水奨
錬金戦団の亜細亜方面大戦士長。戦闘部門顧問。
1967年3月14日生まれ。身長186cm、体重80kg。一人称は「私」。
神父のような服装をしており（作中「A-MEN（アーメン）」と口にする場面もある）、終始丁寧な口調で話す飄々とした男だが、思慮深さと聡明さを兼ね備えている。反面、割と強引な面も見受けられ、部下が指示に従わなかったり、自分の悪口を言った時は「HAHAHAHA!!」と笑いながら鉄拳制裁する。主な被害者は口の減らない火渡。
ヴィクターとの最終決戦では、自身の武装錬金を駆って指揮を執るも敗れる。その時ヴィクターから、過去に錬金戦団が犯した悪事を知らされ（照星たちはヴィクターの背後事情を一切知らなかった）、自分達がその過ちを繰り返そうとしていたことに心を痛める。これを機に各国の錬金戦団に働きかけ、戦団の活動を段階的に凍結させる（自身は『//』時点でも戦団に残っているが、少々暇を持て余している模様）。
カズキについては当初、立場上敵視せざるを得なかったが、『ファイナル』では、月に飛ぶカズキに対して「戦士・武藤」と呟いている。
火渡から「ロートル」呼ばわりされ、『//』ではエンゼル御前に「若作りのオッサン」と発言されているが、実年齢は37歳。
小説版では、7年前の時点では死亡した犬飼戦士長の後を継いで、照星部隊（隊員は防人、火渡、千歳の3人）の隊長としてホムンクルス討伐を進めていた。
破壊男爵（バスターバロン）/全身甲冑（フルプレートアーマー）/XVII (17)
身長57メートル、体重550トンという巨大な体躯を誇るロボット。その特性は、両肩のサブ・コクピットに載せた人物の武装錬金の特性を増幅して使用できるというもの（一度に5種類まで）。その巨大さゆえに破壊力は抜群だが、狭い空間では使用しづらい（ボディパーツの一部だけを発動することもできるが、それでも大きすぎるほど）。バスターバロン自体の能力として、背中のガンザックからの噴出による突進・短時間の飛行も可能。
デザインは作者の前作『GUN BLAZE WEST』の甲冑男爵（アーマーバロン）の流用。身長と体重はコン・バトラーVと同じ。
艦長
声 - 菅生隆之
錬金戦団の戦士の一人。本名不詳。白髭の初老の男性。
原作ではヴィクターの捕捉に成功したが彼に見つかってしまい、やむを得ず攻撃をしたが、あっさりと敗退してしまった。一応は生存しているとのことである（劇中では、ヴィクターは結局人間を誰も殺していない）。
アニメ版では航海長（声：原沢勝広）と水雷長（声：川津泰彦）の二人とともに諜報部隊としてヴィクターを監視していたが、自分達の力を過小評価されていると内心不満を感じていた。ヴィクターに見つかって交戦すると戦闘中に形態を変えるなどフレキシブルな面も見せ、原作よりも活躍はしたものの有効なダメージを与えることなく敗退（その際に三つの核鉄の内、二つを破壊された）。
ディープブレッシング/潜水艦（サブマリン）/LXXVII (77)
先端に鋭い衝角を持つ巨大な潜水艦。艦体ごと敵にぶつけての攻撃が出来る特性を持つ。ある程度の飛行も可能。機動に関しては通常の潜水艦と何ら変わらず、内部に多数の人間の乗組員を抱える。
アニメ版では、艦長に加えて航海長と水雷長の核鉄（シリアルナンバーLXXVIII (78) とLXXIX (79) ）とのフォーメーションにより、三核鉄六形態を持つ武装錬金となっていた。他の形態では空中戦用の先端がドリル状の飛行形態が登場。また潜水艦形態では衝角突撃だけではなく、魚雷も使用している。なお、核鉄一つだけでも大きさこそ違うものの発動可能である。

### 再殺部隊
火渡 赤馬（ヒワタリ セキマ）
声 - 関智一
錬金戦団の戦士長。照星部隊の元メンバーの男性。ヘビースモーカー。
1976年8月6日生まれ。年齢27歳、身長177cm、体重70kg。一人称は「俺」。
錬金戦団最強の攻撃力を持つ。逆上しやすく攻撃的で容赦のない性格。言動も凶暴で荒々しく、時に悪人のように非道な手段を選ぶ。口癖は「殺すぞ」（アニメでは使われない）。性格・性質に難があり、通常の作戦に組み込めないメンバー達を再殺部隊として纏め上げ率いる。
7年前の事件以来「自分は不条理の中で戦っている」「不条理は不条理でねじ伏せる」という理念を貫いており、「正論が常に罷り通るわけでない」と割り切っている。そのため時には殺人や非道な行いにも躊躇いがないが、逆に自分の思惑が通らない場合でも「思い通りに行かないのもありだ」と流す。仲間意識は（とくに照星部隊の元チームメイトに対しては）強く、ブラボーを殺してしまったと思った時はかなりショックを受けていた。アニメ版ではヒール的な面が強調されている。
照星にだけは頭が上がらず、いつも悪口を滑らせては鉄拳制裁を受けている。またブラボーに対しては「俺より強い男」として一目置いている。名を訓読みすると「放火」を意味する警察の隠語となる。
小説版では、7年前は防人と対照的に才能を重んじ、弱い者を守るのは強い力を持った者の使命だと考えていた。錬金戦団活動凍結後はパピヨンに核鉄を盗まれた上、大戦士長より強制的に銀成学園の英語教師の職に就くことを命じられるなど、色々と不幸なことが続いている。
ライナーノートによると連載が続いていた場合、カズキとの戦いで死亡する予定だった（ブラボーも火渡の攻撃で死亡する）。
ブレイズオブグローリー/焼夷弾（ナパーム）/XX (20)
特性は火炎爆破による半径250m・瞬間最大火力5100℃の炎の発生および、創造者の肉体の火炎同化。火炎同化中、創造者は炎を自在に操作出来、さらに炎が延焼すればするほど攻撃力・規模も比例して増していく。また火炎同化中、創造者は炎によるダメージを受けず、武器などによる物理的攻撃も無効化する。しかし、酸素濃度の薄い場所など、火炎同化中に全ての炎が消滅すると死亡する。『//』ではマグマの熱を吸収して火山の噴火を止めた。アニメ版では、毒島がエアリアル=オペレーターで酸素を撒いて発火しやすくすることで威力を上げるという連携を披露している。
名前はジョン・ボン・ジョヴィの楽曲「BLAZE OF GLORY」に由来する。
楯山 千歳（タテヤマ チトセ）
声 - 小林ゆう
錬金戦団の再殺部隊「一号戦士」。「照星部隊」の元メンバー。諜報活動を得意とする寡黙な女戦士。一人称は「私」。
1977年7月4日生まれ。26歳。身長169cm、体重47kg、B85/W57/H88。
ブラボーとは相思相愛の間柄で、入院中の彼にしばしば付き添う場面が描かれている（7年前の時点でも防人に対して好意的に接する場面が多い）。
7年前は長い髪を三つ編みにしており、現在とは違って無邪気な感情を露わにする性格でかなり泣き虫だった。現在は無邪気な感情を表に出さなくなってしまったが、クールな中にも熱く優しい心を秘めた女性である。当時の戦団がヴィクターとカズキを抹殺することしか頭になく（そのため、彼らを元に戻すための研究を一切しなかった）、ブラボーでさえも諦めていた中で、戦団側でただ一人ブラボーと斗貴子のためにカズキが元に戻れる方法を突き止めようとした。
連載打ち切りに関わる設定変更で、26歳という年齢にかかわらず女学生としてニュートンアップル女学院に潜入することになったが（この時はセーラー服を着用。後述する年齢操作の武装錬金による変装の描写だったが、設定変更との兼ね合いから後に「コスプレ趣味」という設定が公式に明記された）、アレクの「ルリヲヘッド」の媒体として操られ、遅れて潜入して来たカズキ達と交戦している。
当初は、自分の感情の一切を捨て去ったキャラとなり、年齢操作の武装錬金を使用してカズキと斗貴子を追い詰める「畏（おそろ）しい」敵となる予定だったらしい（名前にその名残が残る）。小説版で自身の武装錬金を発動させている場面があることから、少なくとも小説版の時点では活動凍結後も戦団に残っている可能性が高い。
小説版では、7年前にわずか18歳で小学校の教師として潜入捜査をする（この際、年齢を23歳とごまかした）。この時点ですでに、錬金戦団の特別カリキュラムにより一般的な教職課程を修めている。ホムンクルスに核鉄を見せる致命的な失態を犯し、襲撃事件後は前線から退く。戦団に幼い時に引き取られているため家族の記憶はない。『/Z』ではブラボーとお互いに愛し合いながらも、微妙にすれ違ってしまっている複雑な心境が明かされた。
アニメ版では、カズキにとどめを刺さなかったことで戦団の上層部に尋問されたブラボーを弁護する形で初登場を果たす。同時に「ヴィクター捜索隊」の責任者に任じられ、秋水を捜索隊にスカウトした。また、入院したブラボーに寄り添っていたため、ニュートンアップル女学院へは潜入しなかった。
ヘルメスドライブ/探知機（レーダー）/XCV (95)
特性は創造者が認知できる範囲での索敵および瞬間移動（ただし瞬間移動は成人2人分が限界）。また非常時には盾や打撃武器としても使用可能。原作の公式設定によると移動できる重量の制限は本人の重量を含めて100kgである。
毒島 華花（ブスジマ ハナカ）
声 - 矢作紗友里
錬金戦団の再殺部隊「二号戦士」。武装錬金のガスマスクを装着している美少女。一人称は「私」。
1987年8月28日生まれ。年齢16歳、身長145cm、体重32kg、B70/W54/H73。
火渡のやり方に多少疑問を持ちつつも随伴する。武装錬金を装着していないと会話もままならないほど極度の恥ずかしがり屋で、錬金戦団活動凍結後もエアリアル＝オペレーターを模したマスクを着用していたが、銀成学園の一年生（EXPERT-CDのミニドラマによると、まひろ達と同じクラス）になり、寄宿舎に住むことになった際に外している。再殺部隊の中では千歳と共にカズキ一行の敵として現れることは結局なかった。
好みのタイプは「炎のような人」であり、火渡に想いを寄せているが、当の火渡からはかなりぞんざいな扱いを受けている（だがドラマCD#2に於いて、火渡の方も「毒島を放っておけない」旨の発言をしており、大事な部下としては扱ってもらえている）。
アニメ版では、千歳率いるヴィクター捜索隊のメンバーとして初登場を果たす。その後、ヴィクターとの最終決戦に際し、火渡率いるヴィクター討伐部隊に編成されている。火渡に対する思慕は原作よりも強調され、また女性らしい仕草も原作より多い。アニメ版では、バスターバロンが宇宙へ発進する場面でもガスマスクのゴーグルに透けて見えていた。
エアリアル=オペレーター/防毒面（ガスマスク）/XXXIX (39)
特性はあらゆる気体の分子構造を操作し、別の気体を調合できるというもの。ガスマスクには多彩なオプションが備わり、有毒ガスを調合した場合でも活動できる。原作では「ピリオド」でその詳細が明らかになったが、アニメでは（原作に比べ）比較的早い段階で使用されている。
戦部 厳至（イクサベ ゲンジ）
声 - 小山剛志
錬金戦団の再殺部隊「三号戦士」の男性。勝ち戦も負け戦も好きという「バトル野郎」。一人称は「俺」。
1976年7月27日生まれ。27歳。身長193cm、体重120kg。
豪放な武闘派で全戦士中最多のホムンクルス撃破数（332体）を誇る。パピヨンの服装を絶賛する奇妙なセンスの持ち主。不意打ちや騙し討ちを嫌うなど、戦闘に自分なりの美学を持っている。その武装錬金の特性から、パピヨンに「ホムンクルス以上の生命力」と言わしめる。再殺部隊では最初にカズキを認めた人物。また、ルーキーである剛太の戦いのセンスも評価していた（アニメでは剛太の抹殺に難色を示している）。
「ホムンクルス以上の存在」との戦いを求め、ヴィクターIII（カズキ）との戦いを望んでいた。パピヨンに武装錬金の弱点を突かれて敗れたが、表情は満足げであった。
小説版の設定では、錬金戦団活動凍結後は漁師になっており、街に出る場合でも裸同然の姿で出かけてしまうなど、センスのズレが強調されている。
激戦（ゲキセン）/十文字槍（クロススピアー）/XII (12)
特性は激戦本体および創造者自身の損傷部分の高速自動修復。修復は損傷した場所で、創造者の意思に関係なく行われる。修復する体積・回数は創造者のエネルギー量により変化する。ただし、激戦が創造者の手元から離れている状態では、激戦本体が損傷を認識出来ないため修復機能は発動しない（修復中に手放した場合そこで修復は中止され、再び手にすることで再開する）。また「自動」修復ゆえに修復箇所に異物が存在しても、そのまま修復してしまうという弱点を持つ。逆を言えば、損傷時に手元にさえあれば、たとえ肉体が跡形もなく破壊された状態からでも修復が可能（＝「全身修復」）。連続使用には莫大な生命エネルギーを消費するが、戦部は倒したホムンクルスの残骸を喰らい、己の闘争本能を昂ぶらせることで、特性の継続的使用を可能にした。身に着けている物までは修復できない。
円山 円（マルヤマ マドカ）
声 - 皆川純子
錬金戦団の再殺部隊「四号戦士」。一人称は「私」。
1980年4月4日生まれ。23歳。身長182cm、体重65kg。
初登場時は丸々とした風船男の姿だったが、中身は中性的な美形のオカマ。縮小した斗貴子を鳥かごで飼いたいと発言するサディストであり、苦痛に陶然とするマゾヒストでもある。
斗貴子と2度交戦したが、その能力が災いして腹の中に入られ、体内からバルキリースカートで突き破られて敗れた。
アニメ版では最初から素顔で登場。また容姿がさらに女性的になっている。千歳率いるヴィクター捜索隊のメンバーとして初登場を果たし（このため、カズキ一行と直接交戦する場面は描かれていない）、ヴィクターとの最終決戦では、火渡率いるヴィクター討伐部隊に編成されている。
小説版では、錬金戦団活動凍結後はダンサーになっている。また、バブルケイジ風の着ぐるみを着て移動している。
バブルケイジ/風船爆弾（フローティングマイン）/XXXII (32)
特性は風船爆弾に触れた者の身長を、一発につき15cm縮めるというもの。全身長を縮められた場合、その人物は消滅してしまう（ただし、第三段階のヴィクターには効かなかった）。触れた者の衣服は縮まないが、武装錬金を装着している場合は武装錬金も一緒に縮む。また、武装解除すると縮小も解除される。
武装錬金の本体はベルトであり、そこから生成した風船爆弾を、創造者の意思で自由に操作・膨張・破裂させることができる（ただし1度に膨張させられる風船爆弾は1つのみで、破裂時に発生した風圧には特性は発動しない）。また、創造者自身が装着することも可能で、その場合、巨漢のような外見になる。
アニメ版では「炸裂すると風船爆弾が増殖する」特性に変更された。
根来 忍（ネゴロ シノブ）
声 - 浜田賢二
錬金戦団の再殺部隊「五号戦士」の男性。一人称は「私」。
1982年12月22日生まれ。21歳。身長168cm、体重55kg。
古風な話し方が特徴で、武装錬金を使用し常に姿を隠している。勝利こそ最優先の任務と考えており、卑怯な手段、騙し討ちも辞さない非情な性格。
戦友などいなくとも一人で十分戦えると自任しているが、剛太の手掛かりとなったハンカチを再殺部隊のメンバーに提示しているため、決して仲間を否定しているわけではないらしい。アニメ版では剛太戦以降この考えを改めており、前回の任務の際に個人プレーに走った犬飼と円山を窘めたり、ヴィクター戦にて戦部、秋水と共闘したりしている。
小説版では、錬金戦団活動凍結後は忍者村で働いている。また、自分が本物の忍者ではなく、単なるニンジャマニアであることを明かしている（毒島には本物の忍者だと思われていた）。しかし、シークレットトレイルなしで円山のきぐるみの中に本人も気付かないうちに潜んでいるという、本物の忍者顔負けの芸当を披露している。
苗字の「根来」は、伊賀・甲賀と並んで戦国～江戸時代に活躍したという特殊技術を持った傭兵部隊（つまりはある種の忍者）およびその出身地の名称。
シークレットトレイル/忍者刀（ニンジャトウ）/XIV (14)
特性は刀で斬ることで亜空間の入り口を開き、発動者とその遺伝子情報をもったものを移動可能にするというもの。亜空間内部に潜伏も可能。この特性は物質のみならず生物にも有効であり、潜伏しているものの内部を自由に通り抜けられる。潜伏中のモノが接触している物体に対しても、亜空間を移動することで移動・潜伏が可能だが、水や空気などの液体気体は通り抜けられない。根来はこの特性を利用し、亜空間を移動しつつシークレットトレイルを投げ放って一方的に攻撃する「真・鶉隠れ」という戦法を編み出している。
犬飼 倫太郎（イヌカイ リンタロウ）
声 - 保村真
錬金戦団の再殺部隊「六号戦士」の男性。一人称は「僕」。
1983年3月7日生まれ。21歳。身長165cm、体重55kg。
太枠の眼鏡をかけている。劣等感が強く、プライドが高い性格。最初にカズキ一行と戦うも、キラーレイビーズの特性を明かしてしまったことで墓穴を掘り、カズキと剛太のコンビプレーで犬笛を奪われ、自滅に近い形で敗北。敗れた際カズキに自らを殺すように言ったが、カズキには拒否された。その後はカズキに「覚えてろよ」と捨て台詞を吐いて、火渡に「負け犬」呼ばわりされている。軍用犬の武装錬金の使い手にもかかわらず本物の犬は苦手で、小説版では、錬金戦団活動凍結後の再就職先であるペットショップで犬に懐かれて困惑する様子が描かれている。
小説版の設定では、犬飼老人と血縁であることが示唆されている。
アニメ版では、千歳率いるヴィクター捜索隊のメンバーとして初登場を果たし（このため、カズキ一行と直接交戦してない）、ヴィクターとの最終決戦では、火渡率いるヴィクター討伐部隊に編成されている。
キラーレイビーズ/軍用犬（ミリタリードッグ）/XCII (92)
特性は2匹の犬型自動人形（オートマトン）による攻撃。オートマトンは通常の犬の2倍の嗅覚と10倍の運動能力を持つ。普段は安全装置がなされていて、創造者の持つ犬笛による指令に従わされている。しかし、安全装置を解除するとキラーマシンと化し、犬笛を持たない人間に容赦ない攻撃を加える（これは創造主も例外ではない）。

## LXE
北関東一帯を勢力下にしているホムンクルスとその信奉者の集団。LXEは“the League of eXtraordinary Elects”の略で、作中では「超常選民同盟」とも名乗っている。複数の核鉄を保有しているがDr.バタフライが一括管理しており、必要時に貸し出される形態。組織内では合言葉が決められており（合い言葉は、沢田研二の「サムライ」の歌詞を用いている）、締めである「背中に人生を」の際にはそれぞれのメンバーが「決めポーズ」を持っている。
作者はLXEのメンバーの武装錬金の名前について「世界の有名な童話を捩った物にしよう」と考えていたようで、Dr. バタフライをはじめ一部のメンバーの武装錬金にその名残が残っている。
名前の由来はアメリカン・コミックの『The League of Extraordinary Gentlemen』（日本では「超常紳士同盟」と訳されることもある。また映画『リーグ・オブ・レジェンド』の原作でもある）。この作品にちなんでLXEのメンバーは実在の錬金術師をモデルにするという案もあったらしい。
カズキ、斗貴子、ブラボーらによって壊滅させられ、ムーンフェイス以外のホムンクルスは全て消滅した。このため、ヴィクターとの最終決戦後、月に渡航したのはムーンフェイスのみだが、アニメ版では金城や陣内、太、細が復活を果たし、共に月に渡っている。

### ホムンクルス
蝶野 爆爵（ちょうの ばくしゃく）→Dr（ドクトル）．バタフライ
声 - 長克巳
LXEの盟主。人間型ホムンクルス。パピヨン（蝶野 攻爵）の高祖父。
1883年6月28日生まれ。120歳。身長180cm、体重64kg。一人称は「私」。
チャームポイントは蝶の形にカットして整えた髭。美的センスは玄孫パピヨンと同レベルで、彼に与えたスーツは自分が戦闘時に着用するものの色違い（バタフライはその上にマントを装着）。
百年前、人間の錬金術師だった時に錬金戦団との戦いで重傷を負ったヴィクターと出会い、「人間もホムンクルスも超えた第三の存在」である彼に魅せられて友情を結び、ヴィクターを守るために彼に教わった錬金術を使ってホムンクルス化してLXEを組織し、ヴィクター復活のための研究を行い「修復フラスコ」を独自に開発した。自身をヴィクターに憧れる蝶々と自負していたが、彼を越えようとせずに研究を止めた彼の事をパピヨンは「明かりに惨めに集まる蛾」と嘲笑している。
銀成学園では、白の全身タイツとマントを纏った衣装に変えて「M（マスター）・バタフライ」と名乗り、パピヨンと戦闘を繰り広げたが敗北し消滅する（なお、消滅寸前、髭しか残っていない状態にもかかわらず、目覚めたばかりのヴィクターと言葉を交わす）。
「背中に人生を」のポーズはマドロス（船乗り）ポーズで、足下に繋船柱らしき物体が現れる。
アリス・イン・ワンダーランド/チャフ/LXX (70)
特性はあらゆる知覚の麻痺・撹乱。密集状態では、乱反射を利用した強烈な発光で相手の脳に強力に作用し、記憶の中から忌み嫌う要素をランダムに選択して幻覚を作り、精神を破壊する。また、苦痛の情報をダイレクトに脳に送り込みショック死に導くことも可能。また、拡散状態（有効範囲は半径約500m）では、方向感覚や距離感をはじめ、相手の感覚の全てを麻痺させることができる（加えて電子機器に干渉したり、使用空間内にいる相手と通信を取ることも可能）。ただし、こちらの状態では武装錬金への干渉までは出来ず、カズキと斗貴子はエンゼル御前の誘導で現着している。
バタフライはチャフを密集させる際、背中に蝶の羽根のように集合させている。飛行能力は持たないが、足元に集合させたチャフの上に乗り、宙に立つことが出来る（パピヨンとの戦闘時には空中で対峙しているが、この作用による）。水気を付着させることで霧を発生させることも出来る。
ムーンフェイス
声 - 関智一
LXEの人間型ホムンクルス（顔が月の形をしているが、歴とした人型である）の男性。本名はルナール・ニコラエフ。これは『太陽の牙ダグラム』に登場するロボットの武器の名前が由来。
1868年2月2日生まれ。年齢136歳、身長188cm、体重80kg。口癖は「むーん」（または「ムーン」）。一人称は「私」。
100年程前にロシアから日本へ渡ってきたようだが、その目的は不明。飄々とした性格で、好奇心旺盛でお茶目なところもあるが、残酷かつ容赦がない部分もあり、小説版では好奇心からパピヨンと同じ食人衝動を持たない不完全なホムンクルスを作ろうと人体実験を行っていたことが明らかになった。
ヴィクター覚醒事件の際はLXE本部でカズキ達の足止め役を担っていたが、二人を先行させて一人残ったブラボーと戦うことになる。武装錬金の特性を生かして30対1の消耗戦を強制する、という戦法で一時ブラボーを追い詰めたかに見えたが、アナザータイプで発動された「シルバースキンリバース」で一体が拘束され、その間に残りの29体を殲滅されたことで増殖が不可能となり敗北。錬金戦団に捕縛される。次なる行動の機会を伺っていたが結局その機会は訪れず、最終決戦の後にヴィクター達とともに月に渡った。
「背中に人生を」のポーズは右脚を後ろに回し、右手で空を指差す形。
連載が続いていれば別の活躍をしていたとライナーノートには書かれている。
人気投票では10位を獲得。敵キャラの中では唯一トップ10入りをしている。
ゲーム版では彼がロシアの宇宙飛行士の成れの果てであり、それゆえに月に執着していたことや、LXEで桜花や秋水の世話をしていたこと、また彼の残虐性が強く出た人格である死魄（朔の別名）の存在が追加された。カズキ達に敗れ、月への執着心を向けたまま最期を遂げた。
サテライト30（サーティ）/月牙（ゲツガ）/XXX (30)
特性は月齢 (0〜29) に合わせての2〜30の人数への増殖。増殖した身体は全て本体で、1体でも残っていればそこから再び増殖出来る（ただ、増殖にはかなりのエネルギーが必要で、ホムンクルスでなければ何度も増殖することは不可能）。また増殖しても意識は一つであり、増殖すればするほど複雑な連携は難しくなる。ムーンフェイスの場合、本人の趣味から増殖に際して顔の形状が月齢に応じて変化しており、新月の場合は頭がない。
なお、ゲーム版では、増殖すると分身一つ一つがハッキリとした自我を持った「本人」になるため、多重人格症に近い状態になるという設定が追加された。
金城（きんじょう）
声 - 土田大
LXEの人間型ホムンクルスの男性。
4月21日生まれ。身長177cm、体重85kg。一人称は「俺」。
口癖は「ヒャッホウ!」。単純な性格で、正々堂々とした勝負を好む男性。ブラボーからはザコ扱いされたが、同時にまだ訓練を受けていないカズキと本調子でない斗貴子が2人がかりでかかっても倒せない相手と評された。プロレスファンらしい。最後はブラボーに倒されたのち、口封じとして陣内に斃される。
「背中に人生を」のポーズは右拳を天に突き上げる形。なおバタフライ、パピヨン、ムーンフェイス以外の「背中に人生を」は原作35話「作戦開始は13時間後」の扉で確認できる。
ピーキーガリバー/右篭手（ライトガントレット）/LII (52)
特性は空中元素を取り込んでの巨大化（体積に加え質量も増加する）。なお、この核鉄は元々ブラボーと共にLXE殲滅のために派遣され、ムーンフェイスに殺された錬金の戦士が持っていた核鉄である。金城はこれをたった3日で使いこなし、技も幾つか編み出していた（技名はガリバーの訪れた巨人の大陸ブロブディンナグと浮遊大陸ラピュタに由来）。
ネームの段階では単なるロケットパンチであり、翼がついているのはその名残。和月曰く、「何を言っても描いてもつまるところ『ヒャッホウ！』の一言に尽きる」。コミックス5巻の紹介ページでのフレーズは実際「ヒャッホォウッッッッ!!」であった。
陣内（じんない）
声 - 千葉進歩
LXEの人間型ホムンクルスの男性。
3月21日生まれ。身長177cm、体重65kg。一人称は「私」。
普段は丁寧な口調だが、怒りなどで感情が昂ると支離滅裂になる。自身の武装錬金を使って寄宿舎の生徒を操り斗貴子の核鉄を奪おうとしたが、手足をバラバラにされた挙句斗貴子に惨殺された。なお、原作では黒髪だがアニメでは金髪になっている。
「背中に人生を」のポーズは左足を右足首の辺りに交差させ、右肘をつき出す形。
ノイズィハーメルン/鉄鞭（スチールウィップ）/LXI (61)
特性は鞭打ちで発した音で人を催眠状態にし、意のままに操ること（有効範囲は半径約100m）。一度に操作する人数が増えるほど催眠も浅くなり、単純な操作しかできなくなる。また、鞭に伝わる振動を音に変換することで、遠方の音（会話を含む）を聞くこともできる。通常の鞭としても使えるが、この場合攻撃力は普通。
太（タイ）
声 - 白熊寛嗣
LXEのメンバー。中国系の人間型ホムンクルスの男性。一人称は「俺」。
身長220cm、体重350kg。
巨漢で、一撃必殺のパワースタイルを好む。核鉄強奪を目論み、かなり無理のある変装で銀成学園に乱入したが、秋水に制裁される。
「背中に人生を」のポーズはガッツポーズ。
細（シー）
声 - 鈴木千尋
LXEのメンバー。中国系の人間型ホムンクルスの男性。一人称は「俺」。
身長265cm、体重113kg。
手数で攻めるトリッキーな戦闘スタイルの持ち主。核鉄強奪を目論み、女装して銀成学園に乱入したが、桜花に制裁される。
「背中に人生を」のポーズは両手足をそれぞれ交差させる形。
ホムンクルス調整体（ホムンクルスちょうせいたい）
バタフライが創り出した、戦闘に特化したホムンクルス。LXEに資金協力していた信奉者の「なれの果て」。
あらゆる動植物が混合されており、異常発達した牙、ひび割れた身体、鋭く長い爪といった異形の姿が特徴。口を開けると中には素体となった人間の顔がある。知能は皆無で、実質的にバタフライの操り人形と化している。
ホムンクルス“超・成体”（ホムンクルス“ちょう・せいたい”）
ホムンクルス調整体が共喰いにより合体・巨大化した姿。バタフライ風に呼称すると“蝶・成体”。
4階建ての銀成学園校舎と同程度の高さを誇る。しかしカズキとパピヨンの敵ではなく、攻撃すらできないまま2体とも一撃であっさりと倒されてしまった。

### 信奉者
早坂 桜花（はやさか おうか）
声 - 生天目仁美
私立銀成学園高校3年A組の女子生徒で生徒会長。LXEの信奉者。容姿端麗で成績優秀の美人。秋水の双子の姉。
1985年5月23日生まれ。18歳。身長167cm、体重50kg、B88/W60/H89。一人称は「私」。
基本的に笑顔で人当たりは良いが、その裏で策謀を巡らすことが得意で、しばしば「腹黒」と呼ばれる。『アフター』以降、その腹黒さが少々大っぴらになっており、秋水からも（心の中で）ツッコミを入れられていた。ドラマCD#2では腹黒さが全開になっている。「アフターアフター」で震洋の手によって大人化した際には岡倉から「美魔女」と称される妖艶さを見せた（斗貴子からは「老化」と呼ばれ、よりメリハリの効いた体型に抄織は舌打ちしていた）。
赤子の時に秋水と共に実父の愛人早坂真由美（声 - 大原さやか）に拉致され、彼女の子供として育てられる。「お母さん」だと信じていた真由美との関係は一見良好であったが、常に幾つもの鎖に覆われ、厳重に施錠された部屋に軟禁状態という異常な育て方をされていた。本人らはその事実は知らず、秋水との「結婚ごっこ」を一番の楽しみとしていた。後に真由美は自室内で過労死してしまい、施錠された部屋に取り残されてしまう。腐敗していく真由美を横目に助けを求めた声も周囲から無視され、救出後も実の両親に拒絶される、という過酷な体験を経て世界に絶望。その結果バタフライの甘言に乗せられ、秋水と2人だけで永遠を生きるため永遠の命を求め、ホムンクルスの信奉者となった。このため桜花と秋水は共依存し他者を精神的に排除している姉弟関係だった。
高校での戦いでカズキの説得に心を動かされ、秋水の不意打ちを受けたカズキの傷を武装錬金で肩代わり、大怪我を負う（その後、核鉄を3つ使用して一命を取り留め、入院する）。カズキの再殺計画を知ってからはパピヨンと同盟を組み、エンゼル御前（アナザータイプ）を介してカズキ達を支援した。また『ピリオド』では錬金戦団に預けたはずの22番の核鉄を使用して斗貴子の任務に随伴していることから、錬金戦団に加わった様子。
LXE所属時の「背中に人生を」のポーズはスカートの端を持ち上げての淑女の礼。
作者曰く、彼女のモチーフは雪代巴。33話「諦めるな！」での負傷シーンは実際に巴の死亡シーンに酷似した状況となっている（和月は特に意識して描写したわけではなく、掲載後に読者の指摘を受けて初めて気づいたという）。
エンゼル御前/弓矢（アーチェリー）/XXII (22) /アナザータイプLXX (70)
声 - 水田わさび
特性は付属の自動人形（オートマトン）による高速精密射撃と右手に装備されている篭手から生成される矢で他人の傷、および疲労を引き受けること（他人の死や人体の欠損、病気などは引き受けられない）。一人称は「俺様」。オートマトンのアンテナ部と籠手でオートマトンおよび周囲の人間と電話のように会話することが出来る。オートマトンのみを武装することも可能。全体的にハートの意匠が凝らされている。
オートマトン部分は、通称「ゴゼン様」（4巻での戦闘時には「エンゼル様」）。戦闘での役割は矢の精製と高速精密射撃。
自律行動がとれる（創造者と距離が離れた場所でも活動可能）上、言語機能をONにすることで会話もできる。AI（性格）は創造者・桜花の潜在意識が反映された分身ともいえる存在で、言動も行動も男性らしさ全開だが性別は一応女である（そもそも「御前」という言葉自体「高貴な女性」のことを指す）。言動は悪童のように浮ついている。桜花とは意識が繋がっているため、エンゼル御前を通して情報を把握することが出来るが、基本的に思考は独立しており、桜花の命令に反した行動を自らの意思で取ることもある。ゴゼン様部分は桜花本人から供給される生体エネルギーで機能しており、そのためゴゼン様のみでもヴィクターのエネルギードレインの対象になる。ただし、この場合危険域に達した時点で自動的に武装解除されるため、桜花本体への影響はない。
桜花がパピヨンと同盟を組んだことでアナザータイプで復活し（この時、前の核鉄の持ち主・バタフライの影響で羽が蝶型になる）、カズキ達の仲間に加わる。最終決戦後もアナザータイプのまま、自由奔放な日々を送っている（桜花は戦団に内緒でシリアルナンバーLXX(70)の核鉄を所有しているが、照星は黙認している模様）。ただドラマCD#2では桜花にこき使われているらしく、桜花（とその他数名）の日記を勝手に持ち出したりしていた。カズキを「カズキン」、斗貴子を「ツムリン」、防人を「ブラ坊」と呼んでいる。
微弱だが照明機能も持つ。羽根・頭頂部のハートマークは取り外し可能で、パピヨンなどの言動によっては分解しながら漂っている描写もある。失禁（本人曰く「魂の汗」）や飲食も可能。原作者曰く「数ある武装錬金の中でもかなり多機能の部類」。
早坂 秋水（はやさか しゅうすい）
声 - 谷山紀章 / 幼少期：小林ゆう
桜花の双子の弟。私立銀成学園高校3年A組の男子生徒で生徒会副会長。LXEの信奉者。
1985年5月23日生まれ。18歳。身長181cm、体重70kg。一人称は「俺」。
剣道の有段者。得意技は「逆胴」（その威力は剣術の専門家曰く「真剣なら二本差しごと胴体真っ二つ」にできるほど）。沈着冷静だが内に熱さも秘めており、カズキとも本来は性格の相性が良い。容姿以外も美しい究極の美男子（パピヨンですら「後はこれと同じ（蝶型の）マスクをつけていれば蝶・究極だね」と認めている）。姉と同じく、バタフライにつけ込まれる形で永遠の生を得るためにカズキ達に戦いを挑む。一見すれば清廉潔白であるが、悲惨な幼児体験から精神にひずみが生じており、情緒不安定な面もある（「アフターアフター」で震洋の手によって幼児化し情緒不安定になった際、斗貴子から「ドブ川が腐ったような目をしていた」と指摘されている）。
高校での戦いでは勝利に執着するあまり自分たちを庇ったカズキに不意打ちで致命傷を負わせる。その直後、そのダメージを肩代わりして桜花が重傷を負ったことに取り乱してしまい、自分たちが殺そうとしていたカズキに救われたことにより、己の心の未熟を恥じて修行の旅に出る。その後経緯は不明だが、ヴィクターとの最終決戦において再登場し錬金の戦士として戦った（アニメではそれ以前に千歳の招集に応じてヴィクター捜索隊に参加、その後ブラボーがカズキに敗退してからは火渡率いるヴィクター討伐部隊に正式入隊している）。『アフター』では剣術修行をしながらも学園に復学。一応卒業出来るだけの単位は取れているらしい。過去の呪縛から解き放たれて桜花とは極普通の良好な姉弟関係になった様子。ドラマCD2や小説では何かと桜花の尻に敷かれつつある。
4巻以降も重要な役割を果たした桜花に対し、秋水は連載終了まで出番がなかった（上述の通り、アニメ版では出番を増やされている）。人気投票では5位。
LXE所属時の「背中に人生を」のポーズは不明（腕を組んでいるように見える）。
作者曰く、彼のモチーフは雪代縁。
ソードサムライX/日本刀（ニホントウ）/XXIII (23)
外見は切先が両刃になった小烏造で、鞘や柄といった拵えのない剥き身の刀身。鍔元には「SWORD SAMURI」とX字型の刻印があり、茎部分に飾り紐（こちらもX字型のトップ付き）が巻き付いたのち柄尻から吊り下げている。特性は、刀身で受け止めたエネルギー（およびエネルギーによって生じた衝撃）をアースのように吸収し、下緒の飾り輪から放出するというもの。大抵はエネルギーの無効化に使われるが、放出に時間差を作ることでエネルギーを自身の攻撃に転用することも出来る。また、エネルギーに直接触れずともエネルギーを発しているモノを刀身で受け止めれば、特性は発動される。このようにエネルギー系の攻撃を使う相手には非常に脅威であるが、そうでない者に対しては通常の日本刀でしかないため、総合的な戦闘力は使い手の剣術の腕に大きく依存する。
ネーミングは『るろうに剣心 -明治剣客浪漫譚-』の海外版タイトル（『SamuraiX』）に由来する。「SAMURAI X」と銘打たれているが、銘と命名のどちらが先かは不明。
鈴木 震洋（すずき しんよう）
声 - 坪井智浩
LXEの信奉者。私立銀成学園高校3年D組の男子生徒で生徒会書記→会長代理（桜花の入院後）。
1985年11月9日生まれ。18歳。身長174cm、体重66kg。一人称は「僕」。
バタフライが銀成学園を襲撃した際、その立場を利用して生徒たちを扇動しカズキと斗貴子をホムンクルスと同列の「敵」と認識させようとするも、六舛らの介入により失敗し、バタフライにも見捨てられた。本来は殺人の経歴を持つ危険な敵だったらしいが、尺の都合などで全てカットされて結果的に小悪党にされてしまった。
LXE壊滅後は戦団の監視下に置かれるが、猫をかぶってやり過ごしていた。その後「アフターアフター」にて、LXEの隠れアジトの1つから核鉄を奪い錬金戦団への復讐し、不老不死を手に入れることを決意する。手始めにブラボーと火渡に闇討ちを仕掛けて若返らせ、さらにカズキたちを襲撃し斗貴子たちの年齢も操作し混乱・無力化させるが、ホムンクルスであるパピヨンに特性が通じないことから対抗策を見出したカズキと斗貴子に敗北した。それでもなお不老不死を諦めなかったが、パピヨンから自らの武装錬金の特性によって半ば不老不死になることを知らされ玉砕した。
「背中に人生を」のポーズは不明（ひとりだけ枠に見切れている）。
フロム クレイドル トゥ グレイヴ/投擲短剣（スローイングナイフ）/XLVIII (48)
黒と白の一対の短剣。投擲とあるが、創造者の視界の範囲であれば遠隔操作が可能。特性は年齢操作で、黒い方で刺した相手を若返らせ、白い方で刺した相手を老化させる。二本同時に刺されると特性が打ち消し合い無効化されるという欠点を持つが、それを逆手に取り定期的に二本同時に刺せば半ば不老不死にすることも可能。また、不老不死で肉体が固定されているホムンクルスにはどちらの特性も効かない。
本来は連載版で当初予定されていた千歳の武装錬金のアイデア（その時の形状はギドニーダガーだった）だったが、「アフターアフター」執筆にあたり設定を変更して登場することになった。

## 「蝶々覆面の創造主」の部下
「蝶々覆面の創造主」蝶野攻爵が、自らをホムンクルス化するための試作兼手足として生み出したホムンクルス。カズキと斗貴子によって全員斃されるが、『ピリオド』で復活（実際はクローンだが、記憶はオリジナルから完全に受け継いでいる）し、最終決戦後にヴィクターと共に月に渡った。アニメでは巳田、猿渡はクローンが量産されていた。
巳田（みた）
声 - 置鮎龍太郎
キングコブラのホムンクルス。元は銀成学園高校の英語担当の男性教師で攻爵の担任。
1972年3月15日生まれ。32歳。身長179cm、体重69kg（人間体時のデータ）。一人称は「私」。
生徒に関心を持たない無気力教師で、攻爵に退学を促すなど冷酷にあしらったためにホムンクルスにされた。
廃工場で斗貴子を襲った時、斗貴子を守ろうとしたカズキの心臓を串刺しにして殺害する。その後、生き返ったカズキを改めて殺そうとするが、カズキの攻撃で大ダメージを負い、斗貴子にとどめを刺された（アニメでは斗貴子一人に瞬殺された）。
猿渡（さるわたり）
声 - 稲田徹
マウンテンゴリラのホムンクルス。元は巨漢の暴力団員の男性。
1975年4月21日生まれ。28歳。身長212cm、体重121kg（人間体時のデータ）。一人称は「俺」。
夜の街で子分と共に攻爵に絡んだためにホムンクルスにされた（その際、彼の子分もサル、ヒヒ、チンパンジー等のホムンクルスにされた）。廃工場で子分を率いて斗貴子と闘うが、斗貴子によって子分を全滅させられた上、猿渡自身も駆けつけたカズキに敗れる。
攻爵が人間型ホムンクルスの研究も兼ねていたため、一人だけ大人数の部下を従えていた。
蛙井（かわずい）
声 - 結城比呂
コモリガエルのホムンクルス。元はひきこもりで攻爵のネット仲間の男性。
1982年7月17日生まれ。21歳。身長183cm、体重66kg（人間体時のデータ）。一人称は「僕」。
些細なことから攻爵と決裂し、メールを使って悪質な中傷をしたためにホムンクルスにされた。冷酷かつ卑劣で多弁で忍耐力に欠け、創造主・攻爵への忠誠心も薄い。戦闘では舌先が武器と化した子ガエルを自身の背部から多数放って攻撃する。カズキと闘って敗れた後、花房に制裁された。『ピリオド』で復活して月に渡った際には、地球が恋しいのか泣いている様子が描かれている。
花房（はなぶさ）
声 - 加藤優子
バラのホムンクルス。元は攻爵の家庭教師の女性。
1979年2月8日生まれ。25歳。身長170cm、体重57kg、B90/W60/H90（人間体時のデータ）。一人称は「私」。
財産目当てに攻爵を誘惑するも、彼が不治の病を患っていることを知って態度を一変させたため、攻爵の怒りを買いホムンクルスにされた。ホムンクルスになってからは創造主・攻爵の忠実な部下となり、ホムンクルスにする材料の調達を手伝う。戦闘では無数の触手で敵を捕らえて攻撃する。蛙井の制裁後、気絶したカズキを殺そうとするが駆けつけた斗貴子に斃される。『ピリオド』で復活した後はヴィクターに恋心を寄せている模様。
鷲尾（わしお）
声 - 伊藤健太郎
オオワシのホムンクルス。攻爵の創造したホムンクルスの中で「最高傑作」と評される。
1978年1月10日生まれ。26歳。身長195cm、体重90kg（人間体時のデータ）。一人称は「私」。
猟銃で撃たれて死んだところを攻爵に拾われ、ホムンクルスとして蘇生される（この時、攻爵の不興を買った元自衛隊崩れの暴力団の男性が犠牲になった）。ベースとなった鷲の記憶と理性が反映されているため、攻爵への恩義から絶対の忠誠心を持っている。また、ウサギが好物。
ホムンクルス化してからは己の能力を研鑽し続け（『ピリオド』でも彼のみ他の4人とは違いパピヨンの側で警護していた）、戦闘では目や風で相手の動きを読んで攻撃する他、身体の一部分だけを高速でホムンクルス化することができる。カズキは鷲尾との戦闘を通じて、戦士として大きく成長する。
人気投票では12位にランクインした。

## パワード家
ヴィクター・パワード
声 - 小山力也
元錬金戦団の戦士長を務めた最強の戦士にして“裏切りの戦士”。「黒い核鉄」の力により、人間やホムンクルスを超えた「第3の存在」。ヴィクトリアの父親。
1875年9月30日生まれ。128歳。身長250cm、体重200kg。全身を筋肉で固めた作中一番の巨漢。一人称は「俺」。
　明治時代（100年前）に錬金戦団の追っ手との激戦の末重傷を負い、イギリスから渡り来た日本で蝶野爆爵（後のDr.バタフライ）と出会って友情を結び、核金やホムンクルスの情報を提供する代わりに身体の修復を依頼して眠りに就いていた。Dr.バタフライが100年の研究の末に完成させた修復フラスコで身体を再生し、私立銀成学園高校の人間からエネルギードレインをすることで意識を取り戻す。
錬金戦団からは「自らホムンクルスと化して逃亡した裏切り者」とされていたが、実際にはそのような事実はなく、かつては誇り高く錬金術が人に幸せをもたらす力と信じる好人物だった。ホムンクルスとの戦闘で死亡した際、命を救うため実験段階であった「黒い核鉄」が埋め込まれたことで人間でもホムンクルスでもない「第3の存在」と化して生き返り、妻を含めた仲間たちの命を奪ってしまう。その後かつての仲間達から命を狙われ逃亡に出ることになるが、その7年後にこの中で遭遇したホムンクルスの追撃部隊の中に、戦団によってホムンクルスへと変えられた娘ヴィクトリアを発見。その結果、己を怪物に、娘をホムンクルスに変え、それを成さしめた錬金術そのものを深く憎み、錬金術とそれに関わる全てを地上から滅ぼすことを誓った。彼が戦団を去った後、戦団はこの汚点と言える事実を隠蔽し、彼を“裏切りの戦士”に仕立て上げた。
回想場面での休暇中は普通の格好をしているが、戦闘時はインディアンの民族衣装のような服を着ている。
錬金術への憎しみが表面化しているため容赦のない激しい言動が目立つが、本質的には善人で、錬金術を人目に触れさせることは避け、ホムンクルスのように人間を食料扱いもしていない（あちこちでエネルギードレインはしたものの、誰一人殺めていない）。また錬金術を憎み、消し去ろうとする理由も、パワード一家に起きた悲劇に起因する「錬金術とそれにまつわる存在は人に害を成す、ゆえに消し去る」という認識である（つまり、戦団とは方向性こそ違うものの人々と世界のために戦っている）。
100年ぶりに目覚めた世界を見て回った結果、錬金戦団がまたも同じ過ちを繰り返していることを知り、第三段階へ進化し憎悪のままに錬金戦団と戦う。『ファイナル』に白い核金の力で第二段階に戻り、カズキの決死の作戦で彼と共に月へ飛ばされる。その際、大切な人々を護るために自らを犠牲にしたカズキの姿に心を打たれ、本来の心を取り戻した。『ピリオド』ではカズキが地球に帰れるように尽力し、武装錬金の特性を使って彼を帰還させようとした（特性は自身に作用しないため、月に残るつもりでいた）が、カズキの説得により彼に引っ張り上げられる形で打ち上げられ、共に地球に帰還。そしてパピヨンの成果をもとに戦団が生成した白い核鉄で一旦は元の人間に戻る（この関係上、黒と合わせて核鉄が体内に三つも存在する）が、ヴィクトリアを初めとするホムンクルス達が人間に戻る時まで生きるため、照星に頼んで自身もホムンクルスに改造、他のホムンクルスを引き連れ月へ渡った。ライナーノートによると娘の尻に敷かれているらしい。
元々戦士長だっただけあって戦闘力は折り紙つきであり、復活後は劇中誰にも倒されておらず、ダメージもろくに受けていないほどの凄まじい強さを誇る（バルキリースカートの連撃を左手一本で捌く、サンライトハートの突撃を素手で受け止めて投げ飛ばす、パンチの衝撃が相手を突き抜けて壁を粉砕するなど錬金の戦士を赤子扱いする程の実力者。戦団との戦いではディープブレッシングを素手で、バスターバロンを武装錬金の一撃で完全粉砕している）。カズキですら手傷を負わせるにとどまり、他には剛太の不意打ちで右腕を斬られた程度。また、最終回と「ファイナル」では、エネルギードレインした海洋生物の死骸を操り、第三段階の自身を模した巨人の擬体を生成・操作するなどの芸当も見せている。
『武装錬金』のスピンアウト的作品『エンバーミング -THE ANOTHER TALE OF FRANKENSTEIN-』にて、人造人間の開発者ヴィクター・フランケンシュタインの作り出した最初のフランケンシュタインのシルエットは本作の（「第3の存在」となった）ヴィクターに酷似しているが関係は不明。
フェイタルアトラクション/大戦斧（グレートアックス）/黒い核鉄I (1)
特性は重力の方向と強弱を自在に操作できるというもの（ただし、その特性は創造者自身には作用しない）。瞬間的ながら小型ブラックホールを作り出すことが可能で、その威力は「破壊男爵」を一撃で完全破壊するほど。斧として用いることもでき、アニメ版では中央部から分離することでダブルトマホークとして扱っている描写もある。カズキと同じく核鉄が心臓代わりなので武装錬金へのダメージは直接使用者のダメージとなる。
覚醒直後と最終決戦で微妙に形状が異なっている（5巻での発動時は直線的なフォルムの変形「Z」型で、「ファイナル」以降は曲線的なフォルム）が、これについて作者は「カズキのサンライトハートが改に変化したのと同じと考えてほしい」とコメントしている。アニメでは後期の形状に統一されている（後期の形状は、『トランスフォーマー スーパーリンク』に登場するシャドウホークの武器、「エナジーライデン」がモチーフ）。
名前の由来はX-MENのシリーズタイトルから。
アレキサンドリア・パワード
声 - 勝生真沙子
ヴィクトリアの母親。愛称アレク。
1876年2月2日生まれ。身体を失った当時28歳。身長172cm、体重58kg（身体を失う以前のデータ）。一人称は「私」。
錬金戦団では「賢者の石」研究班に所属。ホムンクルスとの戦闘で死亡した夫・ヴィクターを助けるために「黒い核鉄」を移植する。しかし、この時に起こった事故により致命傷を負い、脳だけがかろうじて生き残った。クローン技術を用いて脳を増殖し知力を高め、長年ニュートンアップル女学院の生徒達の身体を借りながら研究をつづけ、黒い核鉄を無効化させる「白い核鉄」を完成させる。細胞の寿命により崩壊、娘に夫への遺言を残して逝去した。回想では髪型が斗貴子に似た金髪の女性だった。
ルリヲヘッド/兜（ヘルム）/L (50)
特性は人間に取り憑き、その身体を支配・操作するというもの（この時、対象の脳波を走査することで思考・記憶を探ることも可能）。操作対象は創造者と同性の方がシンクロしやすい（シンクロ率が低い場合、上手く操作できない）。対象者がいなくても、共鳴音などを利用することである程度の会話は可能。兜には肩帯が付属されており、その先端にあるワイヤーナイフを操ることで相手を攻撃できる。
名前の由来は、筋肉少女帯の曲「風車男ルリヲ」より。
ヴィクトリア・パワード
声 - 釘宮理恵
ヴィクターとアレキサンドリアの娘。
1897年11月11日生まれ。106歳。身長150cm、体重37kg、B79/W58/H81。一人称は「私」。
父・ヴィクターが第3の存在になってから7年後に父親を斃すために錬金戦団の手で人間型ホムンクルスにされる。その後は母アレキサンドリアと共にニュートンアップル女学院の地下で身を潜めていた。人間型ホムンクルスにされた当時は中学1年生だったが、斗貴子と同じクラスにいたと証言している。元は無邪気な性格だったが、悲惨な体験を経て捻くれてしまった。リアリストでかなりの毒舌家であり、母親の死去にも（一応悲しげな表情は見せたが）涙を流さなかったが、父親が白い核鉄で人間に戻った際に泣きつき、ようやく少女らしい一面をのぞかせた。作中では唯一、人肉（アレキサンドリアの細胞クローンの失敗作）を調理して食べる描写があるホムンクルスである。
アンダーグラウンドサーチライト/避難壕（シェルター）/LI (51)
特性は、壁や地面に避難壕を造ることが出来るというもの。避難壕の内部には巨大な設備をも構築することが可能。ライフラインは周囲から引っ張り込むことが出来る他、1か月程度なら自給も出来る。なお、避難壕自体は亜空間に存在しているため、入り口が閉じられた状態では発見することは困難。
ヴィクトリアのトラウマが強固な防衛本能を呼び起こしたことにより発現したと思われる、「防御に特化した」歴とした武装錬金。名前の由来は、筋肉少女帯の大槻ケンヂのソロバンド「アンダーグラウンド・サーチライ」より。

## 私立銀成学園高校の生徒
武藤 まひろ（むとう まひろ）
声 - 平野綾
武藤カズキの妹。兄・カズキ同様、あるいはそれ以上に天真爛漫な性格で周囲を和ませる少女。
1988年2月29日生まれ。16歳。1年A組。身長161cm、体重49kg、B85/W59/H88。一人称は「私」。
人見知りせず、初対面の人間ともすぐに仲良くなれる。斗貴子を姉のように慕い、非常に懐いている。兄達とセットで「四バカ＋1（プラスワン）」と呼ばれたことも。一度ホムンクルスと化した巳田に丸呑みされたことがあったが、それがきっかけでカズキの戦士としての力が開花することになる。原作初期には多少兄よりも常識はあったが、登場する度に兄同様に天真爛漫な性格になった（アニメでは最初から天真爛漫な性格）。また、アニメ25話にて、カズキの「死」（当時はパピヨンを除く誰もがそう思い込んでいた）を伝えられて以後は、沈んだ毎日を送っていたという。『アフター』および小説版の描写からすると、学校での成績はあまり良くないようである。
初期設定にはカズキの妹ではなく、「まひろ自身が武装錬金で人間ではない」という案や、留年してカズキと同じクラスになるという案（つまり初期設定ではカズキより年上。この設定は斗貴子に継承された）もあった。人気投票では6位を獲得。
ウィッチアルケミア / 戦杖（バトルロッド） / XIII（23）
「アフターアフター」に登場するバトンのような形をした武装錬金。その特性は魔法少女への変身で作中では千里と沙織も武装錬金経由で変身した。しかし、武装錬金を発動する条件に闘争本能を持つものと限られていたため、発動後すぐ核鉄に戻ってしまった。
六舛 孝二（ろくます こうじ）
声 - 近藤孝行
カズキの同級生の男子生徒。四バカの1人。
1987年1月25日生まれ。17歳。2年B組。身長162cm、体重51kg。一人称は「俺」。
表情は淡白で沈着冷静な性格だが友情には篤い。また、かなり謎の多い一面（読唇術、声色の才能、「逆胴」に関する正確な知識など）を持つ。小説版『/Z』では料理や美術品の扱いでも意外な才能を見せる。
岡倉 英之（おかくら ひでゆき）
声 - 風間勇刀
カズキの同級生の男子生徒で「四バカ」の1人。
1986年8月8日生まれ。17歳。2年B組。身長174cm、体重62kg。一人称は「俺」。
長く伸びたリーゼントが特徴で、これで人を殴ったこともある。少々乱暴で短気なところもあるが、基本的には友人思いで気の良い性格。喧嘩にも多少強く、一般人相手なら勝つ見込みが大きいらしい。ゲームが好き。
いわゆる好色漢でエッチ（作中では“エロス”）なことをよく考えたりしている。容姿は真面目にしていれば良い方だが、下心ゆえに鼻の下が伸びまくってしまうため、ナンパ成功率はほぼゼロ。
学校に内緒で原付を所持しており、作中では斗貴子に貸している。小説『/Z』では自分で自分のことを「素行が悪い」と言っている。アニメ版では遊園地が好きだが遊園地のアトラクションには弱い。出べそ。アフターでは毒島華花に一目惚れする。
大浜 真史（だいはま まさし）
声 - 園部好德
カズキの同級生の男子生徒で「四バカ」の1人。暴走しがちなカズキ達のストッパー役。
1986年9月14日生まれ。17歳。2年B組。身長183cm、体重85kg。一人称は「僕」。
腕力も強く大柄な体躯。気性は穏やかで優しいが、逆上するとかなり恐い。初対面のエンゼル御前ともすぐに打ち解けていた。実はスクール水着を着た女の子が好きな、作者いわく「隠れオタク」。
上記の三人はアニメ『R.O.D』のスタッフ（舛成孝二、倉田英之、石浜真史）がモデル。三人のうちの一人が核鉄を手にし、カズキの味方となる案もあったが、「アフターアフター」で一時的ではあるものの3人同時発動という形で工具錬金「ダイナマイトドリルドーザー」として登場する。
若宮 千里（わかみや ちさと）
声 - 猪口有佳
まひろの同級生の女子生徒。渾名は「ちーちん」。
1987年4月28日生まれ。16歳。1年A組。身長158cm、体重44kg、B83/W57/H85。一人称は「私」。
眼鏡をかけている。大人びた性格だが頭が堅いため常識外れの出来事には滅法弱く、お化けや幽霊の類も大嫌いである。成績も良く、いつもまひろ達に勉強を教えているらしい。沙織とは性格、趣味、特技など正反対な部分が多いが、お互い大切なものに相手（とまひろ）を挙げるほど仲が良い。アニメでは神経衰弱が好きという設定が追加された。『アフター』では剛太の一皮剥けた魅力にいち早く気付き、恋心を持つ。名前は作者の従姉妹から拝借された。
河井 沙織（かわい さおり）
声 - 下屋則子
まひろの同級生の女子生徒。渾名はさーちゃん。
1988年1月13日生まれ。16歳。1年A組。身長152cm、体重39kg、B75/W54/H79。一人称は「私」。
金髪のツインテールが特徴で、まひろと並んでいつも元気で活発な少女。まひろのことをまっぴーと呼ぶ。沙織と千里は当初コマの隅に描かれたモブキャラクターだったが、まひろの交友関係を作るためにサブキャラクターに昇格した。 千里同様、名前は作者の従姉妹から拝借された。

## その他
西山（にしやま）
声 - 小林ゆう（ドラマCDのみ）
人間型ホムンクルス。享年111歳。一人称は「僕」。斗貴子が小学5年生の時にホムンクルスに襲われた事件の当日、斗貴子と共に日直だった彼女のクラスメートの男子児童。
丸眼鏡にショートヘア。いい子ぶりっ子な面を演じているが、狡猾で残忍な性格。子供の姿であることを利用し大人につけ入ったり、退屈凌ぎにわざと大人を困らせたりする様子も見せる。本編では斗貴子の回想に一コマだけ登場しただけであったが、彼（とその仲間）によって小学校の児童達と赤銅島の住民が殺戮され、ブラボーや千歳、火渡の心に根強いトラウマを残した（『//』）。
その後、火渡の執念の追跡によって捕まえられた後、施設に収容されていた斗貴子の核鉄を奪おうと襲い掛かったが、逆に斗貴子の戦士としての力を覚醒させることとなり、発動したバルキリースカートでバラバラにされた（『アフター』での回想）。
ライナーノートによると、初出のシーンにおいてはキャラの構想もなく、名前は当時のアシスタントの苗字から付けられた。
ギガントマーチ/戦闘鎚（ウォーハンマー）/?
小説版に登場した武装錬金。特性は地震発生で、地面を叩いて土石流を引き起こす。発生させた土石流で赤銅島を壊滅させた。
蝶野 刺爵（ちょうの ししゃく）
声 - 園部啓一
蝶野兄弟（攻爵と次郎）の父親。
攻爵に対して英才教育を施すも、長男・攻爵が不治の難病に冒された途端に見捨て、次男・次郎に家督を譲ることを決める(ただしそれ以前は次郎を蔑ろにしていた)。パンツ一丁の姿を見て「素敵なスタイル」と評するなど美的センスは曾祖父・爆爵（バタフライ）や攻爵と同レベル。妻（攻爵・次郎の母）とは離婚調停中。
最期はホムンクルス化した攻爵に喰われる。彼の中では攻爵は既に死んだも同然の扱いだったらしく死の間際ですら次男の次郎の名前しか呼ばないとい体たらくであった。
単行本の人物紹介では「実は子供達への愛情は深いが、それ以上に自分の哲学の方が深い」というフォローにならないフォローを入れられてしまっている。
蝶野 次郎（ちょうの じろう）
声 - 真殿光昭
蝶野攻爵（パピヨン）の弟で、刺爵の次男。
外見が兄と瓜二つである。19歳。一人称は「僕」。兄より1年遅く生まれただけで普通の教育をされたこと、高祖父以来の伝統ある「爵」を名付けてもらえなかったことから兄を酷く恨んでいる（しかし、攻爵のほうは蝶野家の跡継ぎのプレッシャーを受けずに自由に育てられた弟が羨ましかったようである）。そのため、完成直前にホムンクルス本体が入っている容器を破壊し、彼が助かるのを妨害しようとした。パピヨンが不完全ホムンクルスになる原因となる。
その直後、ホムンクルス化した攻爵に喰われ、最初の犠牲者となった。
単行本の人物紹介では作者から「彼は悪くない、むしろ可哀そう」と同情されている。
「ロッテリや」の店員
声 - 小林ゆう
ファーストフード店「ロッテリや」の女性アルバイト。一人称は「私」。
パピヨン・ブラボーなど変人たちを接客する憂き目に遭う。他の店員が辞めてしまう中、逃げ出さずに接客するうちにすっかり彼らと馴染んでしまい、同時に店内での地位も向上した。小説版では諸事情でバイトをすることになった斗貴子へのレクチャーもしている。人気投票では11位にランクインした。
和月野 ブヒ朗（わつきの ブヒろう）
声 - 和月伸宏（原作者本人）
和月伸宏（作者）の自画像のキャラクター（豚）で作者の分身。黒崎薫（ストーリー協力者）の分身のカタツムリ共々、画面の端々に登場する。斗貴子が銀成学園に編入してきた際には質問に混じって「ののしって下さい!」と要求していた。
『るろうに剣心 -明治剣客浪漫譚-』特筆版上巻の作者自画像にて、緋村剣心に「久しぶり」と声をかけたが、剣心から「拙者には豚の知り合いはおらぬ」と言われた（『るろうに剣心』連載当時の自画像は人間の姿だったため）。

## 小説

### 武装錬金//
斗貴子の家族
斗貴子の曽祖父・津村 貴蔵（たかぞう）、祖母・貴子（たかこ）、祖父・貴志（たかし）、母・斗志子（としこ）、父・貴之（たかゆき）。斗貴子を含めて六人家族だった。貴蔵が一家の主である。日ごろでも一様に和服を着ている。
「G3ズ」（じいさんず）
津村家に仕える長谷川銀吉（ぎんきち）、銀次（ぎんじ）、銀子（ぎんこ）の三つ子の老人。三人とも全部同じに見え、（銀子は女にもかかわらず）「G3ズ」と呼ばれている。
氏家（うじいえ）
校長。よく手を揉む癖があり、少々落ち着きのない印象が見受けられる。
比留間（ひるま）
陰気そうな教師。ぼそぼそとあいさつをする。
南野（みなみの）
斗貴子のクラスメイト。都会からの転校生。「あめんぼ」と呼ばれている男子児童。あだ名は甘えん坊な性格からきている。
北原（きたはら）
斗貴子のクラスメイト。都会からの転校生。
青いTシャツにシルバーアクセサリーを大量につけている男子児童。千歳の水着を褒めたりと、色々とませている。ブラボーと奇妙な友情を育ませた。
東里 アヤカ（ひがしざと アヤカ）
斗貴子のクラスメイト。都会からの転校生。ツインテールでゴスロリファッションの女子児童。
気が強い。日焼けに気をつけている。
牛部（うしべ）
斗貴子のクラスメイトで同居人の幼馴染み。ぽっちゃりした男子児童。
母親が津村家で働いており、斗貴子からは頼りにされている。マヨネーズが大好き。
犬飼老人
照星の前任の戦士長。
自身の武装錬金の能力で世界中に散った核鉄を回収したり、ホムンクルスの探索に大きな功績をあげていたが、殉職。自身の調査によって得た情報を「犬飼レポート」と呼ばれるファイルに記し、錬金戦団に保管していた。 犬のトレーナーとしても有能で、馬ほどもある大犬を連れていたという。
バーバリアン・ハウンド/探知犬（ディテクタードッグ）/?
特性は錬金術で作られたものを嗅ぎわける優れた嗅覚。埋もれたままの核鉄や潜伏中のホムンクルスの発見に役立った。小説版のみに登場。

### 武装錬金/Z－夢みた楽園－
剣持 真希士（けんもち まきし）
別働隊として銀成市に派遣された錬金戦団所属の戦士。ブラボーの部下の男性。
ワイルドな風貌だが性格は非常に温厚で、ブラボーを尊敬している。互いに素性を知らぬままカズキ・斗貴子と知り合い、彼らと親交を深める一方、ブラボーとの合流を目指す。かつてホムンクルスに両親と兄を殺されていて、ホムンクルスを激しく憎むと共に、世界が平和な楽園になることを望んでいる。
アンシャッター・ブラザーフッド/西洋大剣（ツヴァイハンダー）/LII (52)
両手持ちの大剣。剣本体と補助アーム、そして両腕を覆う鎧から成る武装錬金。特性は筋力増強。その特殊な形態と特性により、通常の両手剣ではなしえないような剣撃も可能。肩アーマーには「5」と「2」の数字を連想させるマークがある。
このデザインはカズキのライバルキャラクターの武装錬金として考えられていた案の一つで、偶然友人とネタが被ったからと没にしたものが、同漫画家の快諾を受けて実現した。
松の湯のおばあさん
銭湯「松の湯」の老女。
普段は夫と息子とで銭湯を経営している。カズキと真希士をアルバイトに雇った。まひろとも仲良しで、孫を見ているような感じ。持ち合わせがなかった真希士を気遣って給料の前渡しをしてくれるなど、人が良い。
「松の湯」自体は原作や『//』ですでに登場している（『武装錬金RADIO』では「銀成市銭湯協会」として登場）。

## ドラマCD
ホムンクルス佐藤
声 - 小野大輔
ホムンクルス浜崎
声 - 加藤将之
書記
声 - 〆野潤子

## ゲーム
ソウヤ
声 - 三浦祥朗
錬金の戦士。パピヨニウムの所持者。未来からやってきたカズキと斗貴子の息子でフルネームは武藤 ソウヤ（むとう ソウヤ）。『ようこそパピヨンパークへ』に登場。
ムーンフェイスが生み出したホムンクルス「花蝶風月」によって荒廃した世界を修正するために未来からやってきた。カズキ、斗貴子と共闘することを頑なに拒むが、次第に心を開いていく。おにぎりが好きらしい。育ての親はパピヨン。
ライトニングペイルライダー/三叉鉾（トライデント）/LXXIV (74)
特性は本人の意識に応じて内蔵蓄積されたエネルギーが発動、穂先が分解し三叉鉾となり、長さも自在に変化する。通常時の形状はサンライトハートATに似ている。